# Cockatoo Island, New South Wales

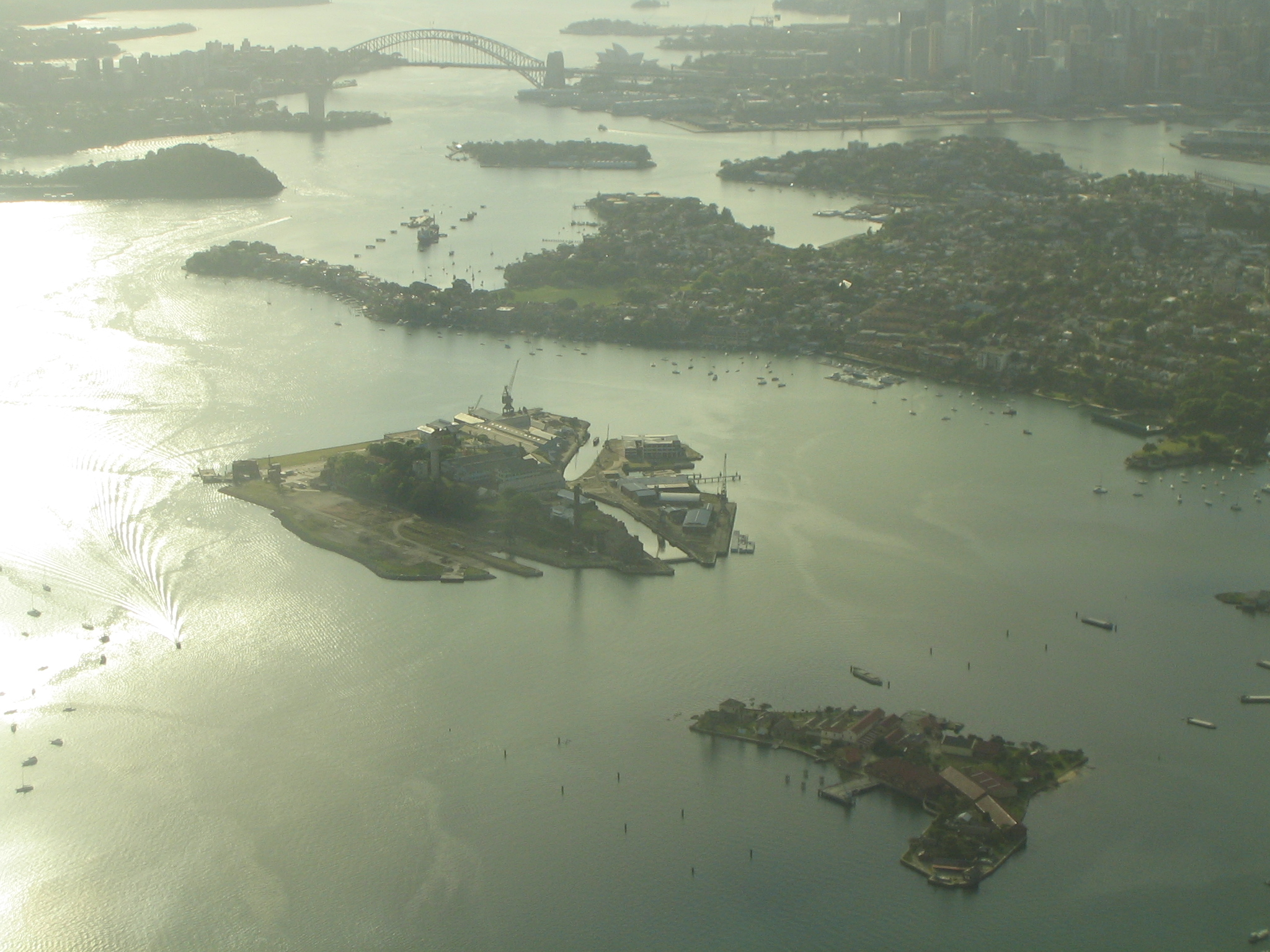
Cockatoo Island, Sydney

Cockatoo Island este o suburbie în Sydney, Australia.